# 北斯塔鎮區 (密歇根州)
北斯塔鎮區（英語：North Star Township）是位於美國密歇根州格拉希厄特縣的一個行政鎮區。

## 地方資料
北斯塔鎮區的面積為88.50平方千米，當中陸地面積為88.30平方千米，而水域面積為0.20平方千米。根據2020年美國人口普查的數據，當地共有人口895人，而人口密度為每平方千米10.11人。